# Карлтон (округ)
Ка́рлтон (англ. Carlton County) — округ в штате Миннесота, США. Административный центр — Карлтон, крупнейший город — Клоке. По переписи 2000 года в округе проживают 31 671 человек. Площадь — 2267 км², из которых 2228,5 км² — суша, а 38,5 км² — вода. Плотность населения составляет 14 чел./км².

## История
Округ был основан в 1857 году.